# Bassin de Wharton

La position du bassin de Wharton.

Le bassin de Wharton est une partie de l'Océan Indien située au large de Sumatra près des îles Cocos. Cette partie est nommée en honneur de William Wharton (en), un officier de la Royal Navy.
Le bassin a été le siège d'une déformation à l'origine des séismes de 2012 à Sumatra. Cette déformation provient des mouvements entre la plaque australienne et la plaque indienne.
D'anciennes failles ont été réactivées.
La plaque indo-australienne serait, d'après des chercheurs de l'institut de physique du globe, en train de se briser en deux.

## Exploration
Cet endroit est l'un des plus actifs du monde. En 2016, le Marion Dufresne a exploré le bassin à la suite du séisme de 2012. En 2017, une expédition française part explorer le bassin pour prédire les tsunamis.

## références
1. ↑  « Rendre visible le monde des eaux souterraines », sur INSU (consulté le 6 avril 2023).
2. ↑  « Institut de Physique du Globe de Paris », sur ipgp.fr (consulté le 6 avril 2023).
3. ↑  Yves Sciama, « Tectonique : une plaque est en train de se briser en deux », sur vie.com, Science-et-vie, 13 janvier 2017 (consulté le 19 août 2020).
4. ↑  « Comment les scientifiques savent quel est l'âge du Soleil ? », sur INSU (consulté le 6 avril 2023).
5. ↑  « Sur les traces du plus gros séisme de l'océan Indien », sur Journal de l'île de La Réunion (consulté le 19 août 2020).
6. ↑  AFP, « Une expédition française dans l'océan Indien pour prédire les tsunamis », sur geo.fr, 24 septembre 2017 (consulté le 19 août 2020).